# Otto Bauer (Jurist)
Otto Bauer (* 1. April 1888 in Ravensburg; † 9. Februar 1944 in Lemberg) war ein deutscher Regierungsrat zur Zeit des Nationalsozialismus.

## Leben
Bauer beendete seine Schullaufbahn am humanistischen Gymnasium in Saargemünd 1906 mit dem Abitur. Anschließend studierte er zunächst zwei Semester Bauingenieurswesen. Danach absolvierte er ab 1907 ein Studium der Rechtswissenschaft an der Universität Straßburg und schloss das Studium im Juli 1911 mit dem ersten Staatsexamen ab. Sein Referendariat absolvierte er bei Justiz- und Verwaltungsbehörden im Elsass. Von 1914 bis 1918 nahm Bauer am Ersten Weltkrieg teil. Nach Kriegsende bestand Bauer im März 1920 das zweite juristische Staatsexamen und war danach als Richter an Landgerichten tätig.
Bauer war ab 1933 Mitglied im Stahlhelm und trat zum 1. Mai 1933 der NSDAP bei (Mitgliedsnummer 2.869.475). Der SA gehörte er ab 1934 an, nachdem der Stahlhelm in die SA eingegliedert worden war. Von 1935 bis Anfang Oktober 1936 leitete er die Fachschaft Richter des NS-Rechtswahrerbundes im Landgerichtsbezirk Ravensburg. Danach war Bauer als Landgerichtsdirektor in Duisburg tätig.
Nach Ausbruch des Zweiten Weltkrieges war Bauer ab Februar 1940 im Generalgouvernement zunächst als Präsident am Deutschen Obergericht in Krakau eingesetzt. Zwischen November 1940 und Februar 1941 war er unter Ludwig Losacker stellvertretender Kreishauptmann im Kreis Jasło und führte dort zeitweilig die Geschäfte. Ab Anfang März 1941 war Bauer im Personalamt in der Verwaltung des Distrikts Krakau beschäftigt. Ab August 1941 leitete er die Abteilung Innere Verwaltung im Amt des Distrikts Galizien und koordinierte in dieser Funktion auch Maßnahmen zur Deportation von Juden in die Vernichtungslager. So etwa am 24. März 1942, wo Bauer die Zusammenfassung aller Juden im Distrikt Galizien in Orten nahe zu Eisenbahnstrecken befahl. In Personalunion war Bauer zusätzlich von Mitte September 1941 bis März 1942 Kreishauptmann im Kreis Lemberg-Land.
Anfang Januar 1943 folgte Bauer Ludwig Losacker kommissarisch als Amtschef im Distrikt Galizien nach. Sein Amt als Leiter der Inneren Verwaltung im Distriktamt Galizien führte er dabei in Personalunion fort.
Bauer und sein Sekretär Schneider wurden im Februar 1944 bei einem Partisanenanschlag unter Beteiligung von Nikolai Iwanowitsch Kusnezow in Lemberg erschossen.